# Asturianos
Asturianos (en senabrés Esturianos) es un municipio y lugar español de la provincia de Zamora, en la comunidad autónoma de Castilla y León. Cuenta con una población de 260 habitantes (INE 2024).

## Geografía física

### Ubicación

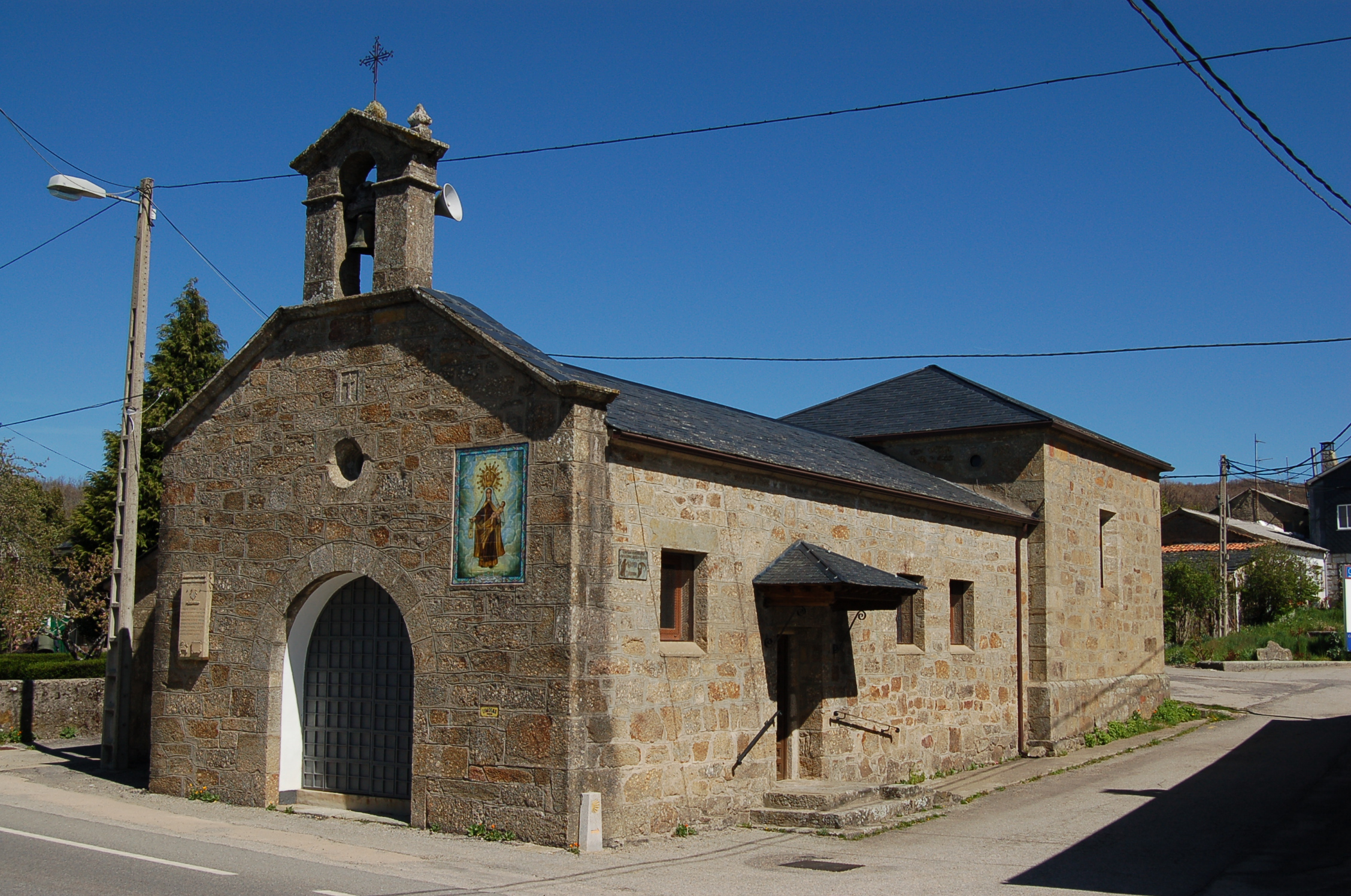
Ermita de Nuestra Señora del Carmen

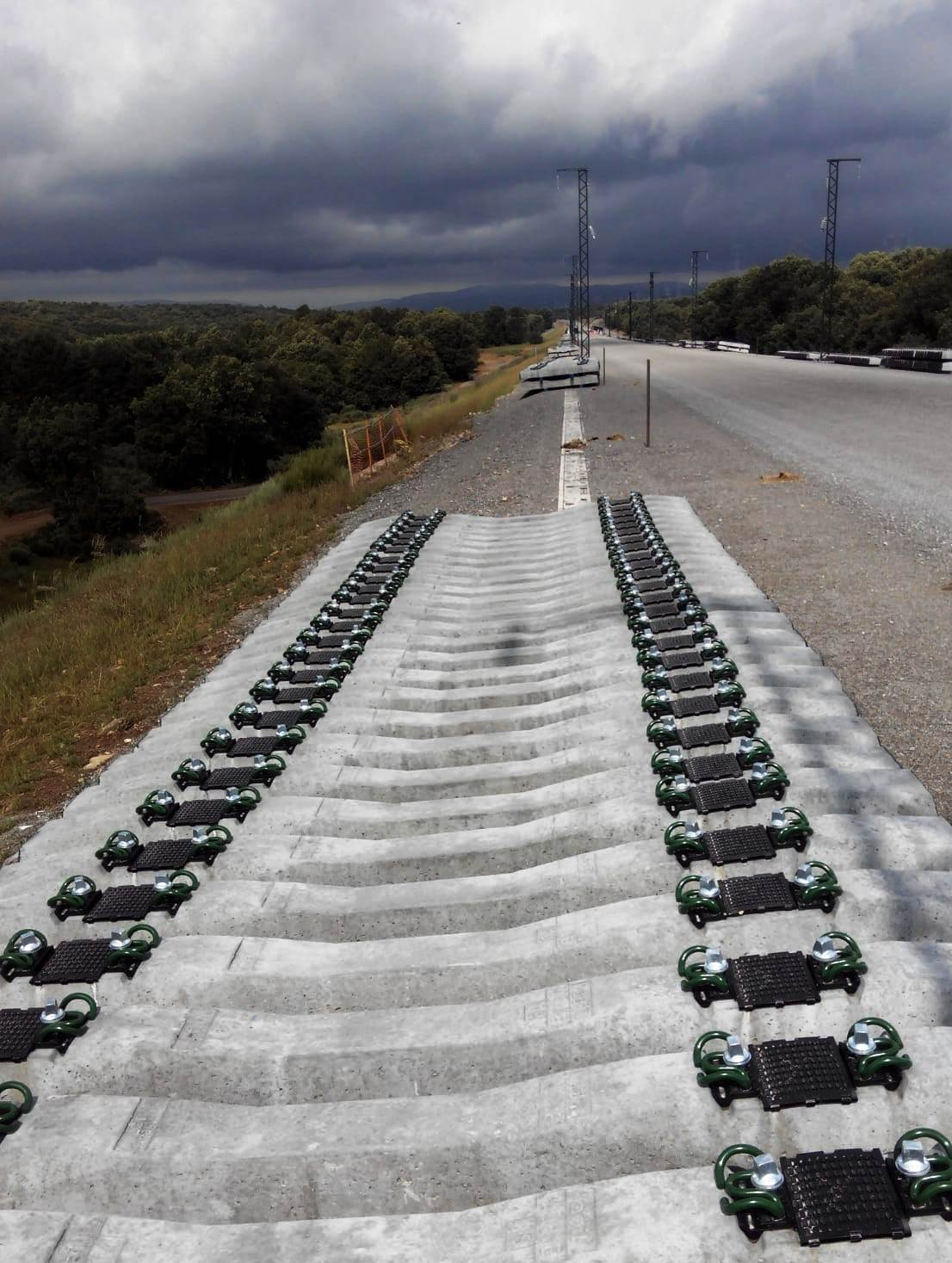
Obras del AVE Madrid-Galicia en Asturianos

Ubicado en la comarca de Sanabria, se sitúa a 99 kilómetros de la capital provincial. El término municipal está atravesado por la autovía de las Rías Bajas A-52 entre los pK 67 y 70 y por la carretera N-525 que discurre paralela a la autovía. El término municipal incluye las localidades de Cerezal, Entrepeñas, Lagarejos, Rioconejos, Villar de los Pisones y Asturianos, esta última en calidad de cabecera del municipio.
| Noroeste: Rosinos de la Requejada | Norte: Rosinos de la Requejada | Noreste: Espadañedo                         |
| Oeste: Palacios de Sanabria       |                                | Este: Manzanal de los Infantes y Cernadilla |
| Suroeste: Palacios de Sanabria    | Sur: Manzanal de Arriba        | Sureste: Cernadilla                         |

### Orografía
El relieve del municipio está constituido por los valles del río Negro y del río Tera y los montes que los separan, extendiéndose en el límite entre las comarcas de Sanabria y La Carballeda, que se sitúa exactamente en el centro del casco urbano de Asturianos, en las conocidas como Marras de Sanabria y La Carballeda, que son dos enormes mojones de piedra que marcan la linde entre ambas comarcas desde los tiempos del emperador Alfonso VII de León.
La altitud del municipio oscila entre los 1237 metros al noreste (Peña Caballo) y los 900 metros en el embalse de Cernadilla. El pueblo se alza a 962 metros sobre el nivel del mar.

## Naturaleza
Asturianos está situado en un enclave natural próximo al parque natural del Lago de Sanabria y al espacio natural de la sierra de la Culebra, lo que ha propiciado su desarrollo urbanístico y de las actividades turísticas. Además, el embalse de Cernadilla, situado a los pies de la vecina Entrepeñas, es un espacio aprovechado para la práctica de deportes náuticos y otras actividades de recreo enmarcadas en el creciente turismo rural de la zona.
El término de Asturianos se caracteriza por estar situado entre bosques de robles —o carballos según denominación local— junto a otras especies arbóreas como tejos, acebos, castaños o serbales, junto a praderas y lomas en las que el helecho común puede aparecer como planta de sotobosque, junto a otras especies herbáceas propias del robledal.

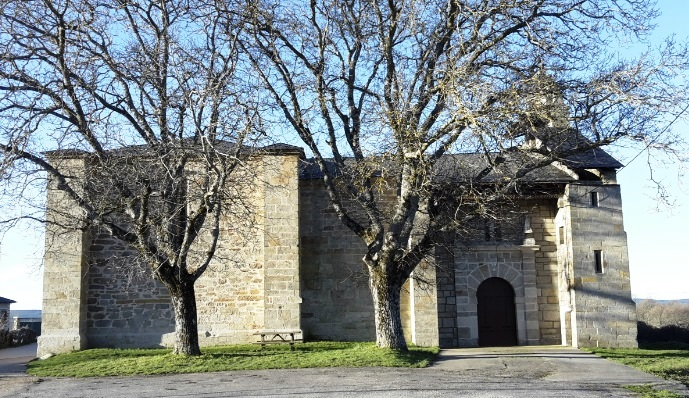
Iglesia de la Asunción en Asturianos. El templo da la bienvenida a los peregrinos del Camino de Santiago Sanabrés en su entrada a la localidad

## Historia
El lugar estaba habitado con anterioridad a la llegada de los romanos por tribus Astures, concretamente Zoelas, que se asentaban en un paraje cercano denominado cerro del Castro o Castro de Curucuta, en las cercanías de Curunda, capital de las tribus Zoelas.
En la época romana se encontraba cercano al importante enclave romano de Petavonium, situado en Rosinos de Vidriales, así como a la calzada vía XVII que unía Asturica Augusta, hoy Astorga, con Bracara Augusta, la actual Braga, en el vecino Portugal.
Tras la caída del Imperio romano, todo el territorio encuadrado en la anterior provincia de la Gallaecia pasó a formar parte del Reino suevo, hasta su dominación por el Pueblo visigodo primero y por los árabes después, a partir del siglo VIII.
Su topónimo actual, Asturianos, nos conduce a los tiempos de la Reconquista realizada en la Edad Media por el Reino de León, cuando el pueblo actual fue repoblado con gentes de la cornisa cantábrica, principalmente de Asturias, que encontraron en las faldas del Castro excelentes pastos y fuentes para sus ganados.
No obstante, la mención más antigua que se conserva de Asturianos data del siglo XII, en el reinado de Alfonso VII de León, cuando aparece mencionado como una de las villas donadas al Monasterio de San Martín de Castañeda. No mucho tiempo después, disfrutó del privilegio «De Pechar y de Servicios Reales».
La cercana localidad de Mombuey, capital de La Carballeda, aparece citada por primera vez en el Acta de Amojonamiento de Asturianos, levantada durante el abadiato en el Monasterio de San Martín de Castañeda, también en el siglo XII.
Después de la independencia de Portugal del Reino de León en 1143, Asturianos sufrió por su situación geográfica los conflictos bélicos desencadenados entre ambos reinos por el control de la frontera, hasta quedar establecidas definitivamente las lindes en el siglo XIII.
En Asturianos recibió el rey Fernando el Católico el aviso de la llegada de su yerno don Felipe el Hermoso, quien había desembarcado en el puerto de La Coruña, encuentro que se celebraría posteriormente en Remesal y que fue preparatorio de lo que posteriormente se sentenció con la Concordia de Villafáfila.

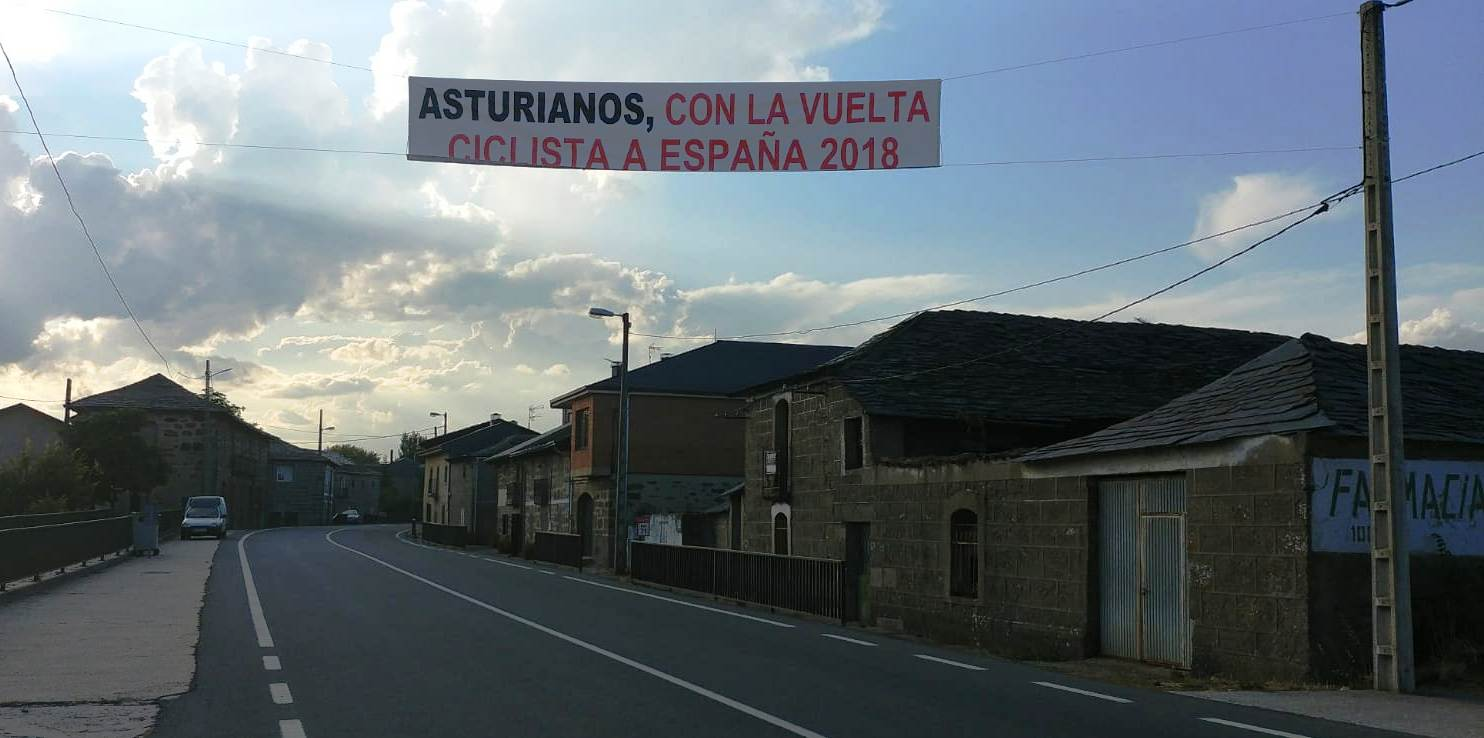
Vista de Asturianos previa al paso de la Vuelta Ciclista a España 2018

Desde el fin de la Edad Media, Asturianos fue una de las localidades que se integraba en la provincia de las Tierras del conde de Benavente, encuadrado en la receptoría de Sanabria, dentro del Reino de León, que mantuvo buena parte de sus leyes, normas y privilegios hasta el siglo XIX, aún formando parte de la Corona de Castilla desde 1230.
Durante la Guerra de la Independencia Española contra el Imperio de Napoleón, en uno de los intentos napoleónicos por invadir Portugal, tuvo lugar la batalla del Prado de la Marquesa, entre tropas hispano-lusas y francesas, en las praderías situadas al sur de las poblaciones de Otero de Sanabria y Asturianos, siendo afectadas también por los movimientos militares las cercanas localidades de Puebla de Sanabria, Calabor, Mombuey, y Rionegro del Puente entre otras.
Al reestructurarse las provincias y crearse las actuales en 1833, Asturianos pasó a formar parte de la provincia de Zamora, dentro de la Región Leonesa, si bien esta última, como el resto de Regiones españolas definidas entonces, carecía de cualquier tipo de competencia u órgano común a las provincias que agrupaba, teniendo un mero carácter clasificatorio, sin pretensiones de operatividad administrativa. En 1834 quedó integrado en el partido judicial de Puebla de Sanabria.
Tras la constitución de 1978, y la diversa normativa que la desarrolla, Asturianos pasó a formar parte en 1983 de la comunidad autónoma de Castilla y León, en tanto municipio adscrito a la provincia de Zamora.
Asturianos es uno de los municipios donde tradicionalmente se hablaba el Idioma asturleonés, hoy casi desaparecido pese a los esfuerzos realizados para su conservación por Asociaciones Culturales como Furmientu, la Asociación Cultural Faceira, El Teixu, y otras, así como a los reiterados requerimientos realizados por la Unesco a las administraciones españolas para su estudio y protección.

## Geografía humana

### Demografía
Cuenta con una población de 260 habitantes (INE 2024).
| Gráfica de evolución demográfica de Asturianos entre 1842 y 2021 |
| |
| Población de derecho según los censos de población del INE Población de hecho según los censos de población del INEEntre el censo de 1857 y el anterior, crece el término del municipio porque incorpora a 495036 (Cerezal de Sanabria), 495048 (Entrepeñas), 495066 (Lagarejos de la Carballeda), 495108 (Rioconejos) y 495166 (Villar de los Pisones). |

Población por núcleos
El municipio se divide en seis núcleos de población, que poseían la siguiente población en 2024 según el INE.
| Núcleo de población        | Población |
| -------------------------- | --------- |
| Asturianos                 | 124       |
| Entrepeñas                 | 54        |
| Lagarejos de la Carballeda | 29        |
| Cerezal de Sanabria        | 20        |
| Rioconejos                 | 18        |
| Villar de los Pisones      | 16        |

### Economía

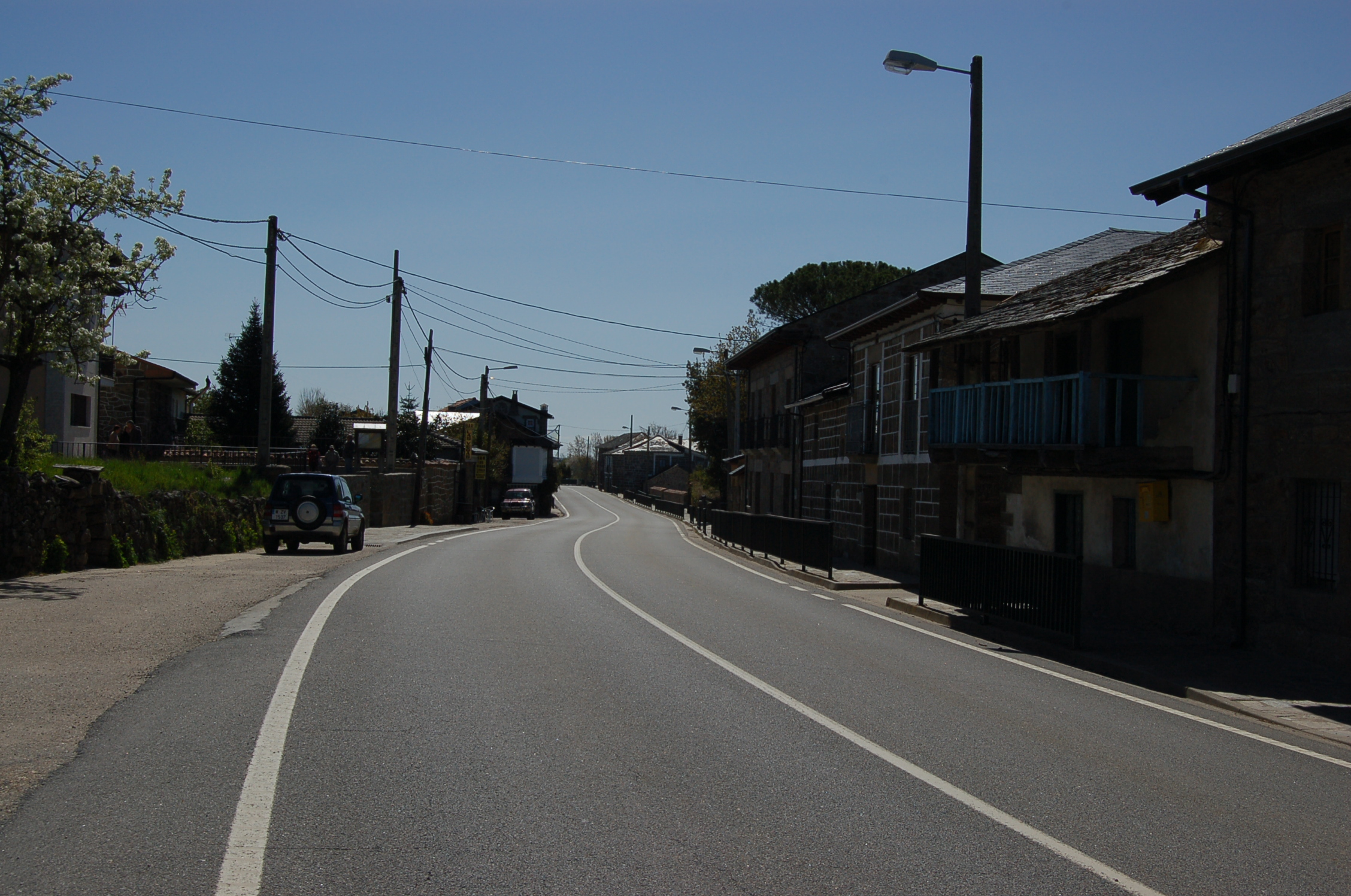
N-525 a su paso por Asturianos

En los últimos años ha experimentado un importante movimiento turístico, intensificado especialmente en la época estival.
Algunos de sus atractivos residen en los restos arqueológicos del Castro de Curucuta, sin estudiar ni catalogar debidamente, y en las impresionantes vistas de Sanabria y La Carballeda que desde la cima se pueden disfrutar.
En la falda del Castro el pueblo cuenta además con un Campo de Tiro federado, un pabellón deportivo, un Frontón (deporte) y un albergue de peregrinos.
Al sur del pueblo se sitúa el embalse de Cernadilla, construido en los años 60 del siglo XX sobre el cauce del Río Tera.
Entre todos estos lugares y los pueblos cercanos, a la sombra de bosques de Carballos y por hermosas praderas, discurren multitud de caminos que se utilizan para realizar rutas de senderismo o de bicicleta de montaña.
Pero el motivo principal de su desarrollo urbanístico es su cercanía al lago de Sanabria y al espacio natural Sierra de la Culebra, donde los visitantes pueden observar animales en libertad, especialmente lobos. Además, los numerosos visitantes que se acercan hasta el pueblo han provocado que en los últimos años se hayan abierto diversas casas rurales, bares y restaurantes.
La actividad agrícola y ganadera sigue siendo la actividad económica principal de Asturianos. Para revitalizar este sector productivo y limpiar sus parajes naturales, la Junta de Castilla y León ha declarado de utilidad pública y de urgente ejecución la concentración parcelaria de este municipio. Esta concentración parcelaria afecta a una zona de sensibilidad ecológica como es el LIC Riberas del Río Tera y afluentes, por lo que el proceso de ejecución se está demorando para ajustarse a las directrices y prescripciones contenidas en la declaración de impacto ambiental de la citada administración.
En Asturianos todavía es posible ver la trashumancia de su ganado bovino en dirección al agua y pastos de la Alta Sanabria, en las sierras de Porto. La vía pecuaria utilizada es la cañada El Vidoleo que une Benavente a la Alta Sanabria. Para ello pasa por Asturianos, Remesal, Triufé, Castellanos, Sampil, El Puente, Ilanes, Quintana de Sanabria, y desde el Valle de Sanabria penetrando en los declives montañosos de la Sierra Segundera hasta las mismísimas sierras de Porto.
La fauna salvaje más representativa de la zona está constituida por ciervos, jabalíes y lobos, que suponen importantes ingresos a través de la caza y el turismo asociado a esta y a la contemplación de estos animales en la citada cercana sierra de la Culebra.
La recogida de setas, principalmente boletus, también resulta de importancia económica y cultural, con la concesión de varios premios por su cocinado al Mesón Restaurante "El Carmen", toda una referencia gastronómica en la zona.
En los últimos años se ha puesto en marcha en Asturianos la bodega "Nieto Rascón". La iniciativa ha sido considerada por algunos como la primera empresa productora y comercializadora de vino netamente sanabrés.
El pueblo cuenta con varios establecimientos hosteleros, un consultorio médico, varios establecimientos comerciales y una farmacia.

### Comunicaciones
Forma parte del Camino de Santiago Sanabrés o Camino Mozárabe que surge en la localidad zamorana de Granja de Moreruela y se dirige hacia Santiago de Compostela a través de la comarca de Sanabria, alcanzando la ruta interior del Camino de los Portugueses en las ciudades gallegas de Verín u Orense. 
Por su término municipal pasan algunas de las principales vías de comunicación del noroeste peninsular y el Tren de Alta Velocidad Española (AVE) que une Madrid con Galicia. Asturianos además está situada a tan solo siete kilómetros por la N-525 de la estación de Otero de Sanabria, dato que redunda en contar con un medio de transporte de vanguardia que facilita el desarrollo del turismo en la zona.

## Cultura

### Patrimonio
Destaca el retablo mayor y los retablos laterales de la iglesia parroquial de Asturianos que recientemente han sido rehabilitados. El retablo mayor comenzó a construirse en 1652 por Jerónimo del Campo, aunque no se pintó hasta 1685 y posteriormente fue modificado en 1712, según la documentación estudiada a la hora de acometer la rehabilitación. La composición se completa con los dos retablos laterales que están dedicados a la Virgen de Guadalupe y la Virgen del Rosario y que pertenecen a la primera mitad del siglo XVIII.

### Arquitectura

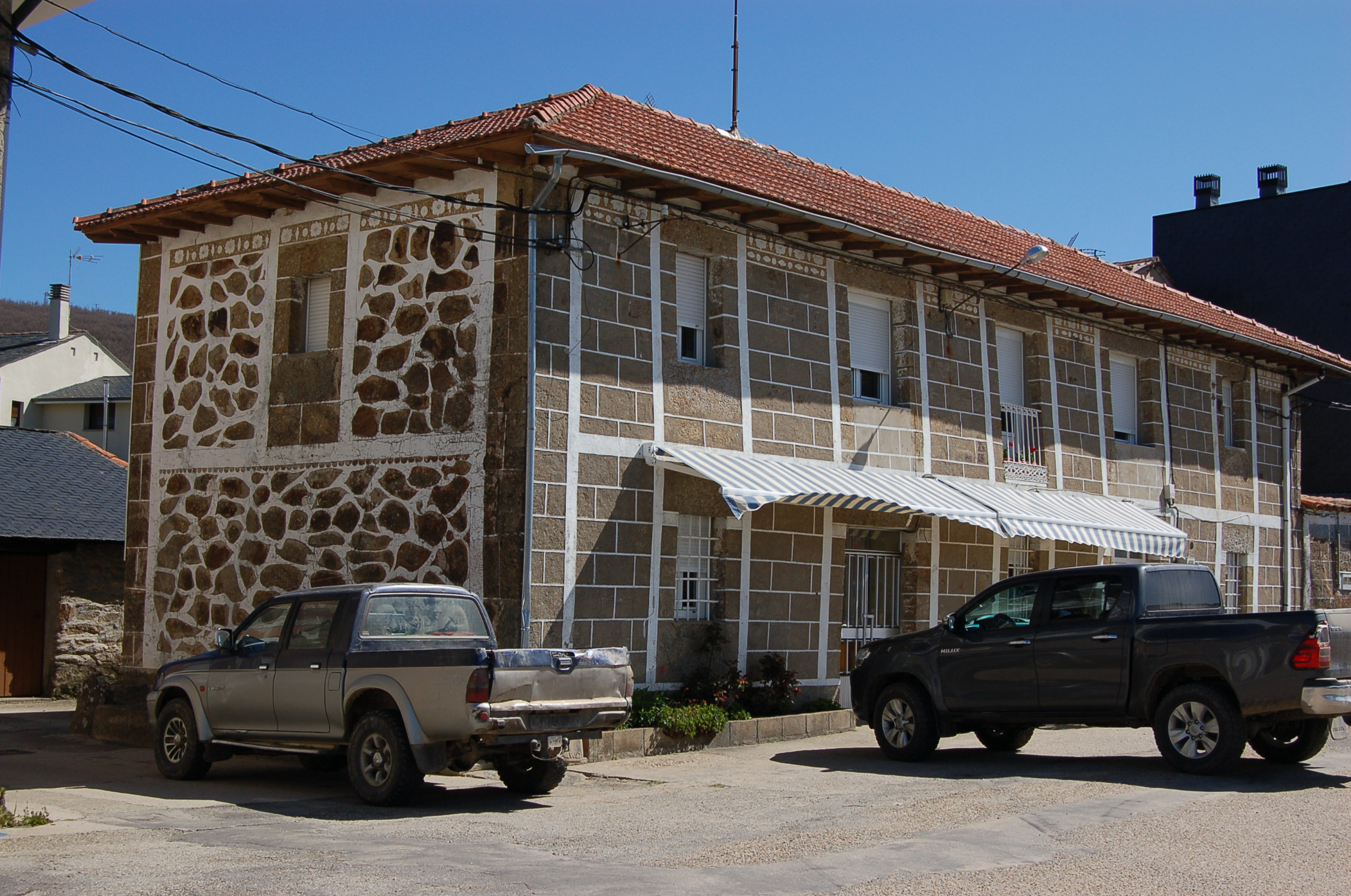
Casa con esgrafiados

Su arquitectura cuidada responde a las características propias de su comarca y en el que se observa un claro cuidado de no romper esa armonía.
De entre sus inmuebles destaca su iglesia, dedicada a la advocación de Nuestra Señora de la Asunción. Se encuentra situada en las afueras del casco urbano, al pie del Camino de Santiago sanabrés, y externamente muestra una monumentalidad destacada, reflejo de su categoría e importancia pasada. En su interior destacan tres retablos barrocos recientemente restaurados y pertenecientes a la primera mitad del siglo XVIII. El retablo mayor se comenzó a construir en 1652, aunque no se pintó hasta 1685, para posteriormente ser modificado en 1712. Su obra ha sido atribuida Jerónimo del Campo, artista de la época. En los laterales existen otros dos retablos coetáneos, dedicados a la Virgen de Guadalupe y la Virgen del Rosario. También es gótica la pila bautismal situada junto al altar. Además, en su interior se pueden observar diversas imágenes procedentes de distintas épocas.
En el pueblo también se encuentra la ermita de Nuestra Señora del Carmen. Templo que se caracteriza por su modernidad y notable sobriedad exterior. En su interior se conservan varios retablos barrocos del siglo XVIII. En su interior se encuentra la imagen de la Virgen del Carmen, patrona de la localidad y objeto de una populosa romería que se celebra durante el fin de semana siguiente al día 16 de julio.

### Fiestas
Asturianos celebra su festividad patronal el fin de semana siguiente al 16 de julio, día del Carmen, contando para sus preparativos con una asociación cultural que lleva el nombre de esta virgen.